# Wedigo Gans von Putlitz
Wedigo Gans Edler von Putlitz (* vor 1438; † 29. Januar 1487 auf der Plattenburg) aus der Prignitzer Adelsfamilie Gans zu Putlitz war Bischof von Havelberg.

## Leben
Wedigo Gans Edler zu Putlitz war Sohn des Achim Gans und dessen Ehefrau Katharina. Wedigo trat nach Studien an der Universität Rostock, wo er sich 1448 immatrikulierte, und an der Universität Leipzig (Immatrikulation 1452) im Jahr 1458 in das Domkapitel des Bistums Havelberg ein. Er wurde dort 1459 Altarist am Altar der Stadtkirche von Havelberg und im Herbst des Jahres Rektor der Schlosskapelle in Wittstock. Im Jahr 1460 wurde er nach dem Verzicht von Bischof Konrad von Lintorff auf Vorschlag des Kurfürsten Albrecht Achilles von Brandenburg durch das Havelberger Domkapitel zum Bischof gewählt und vom Papst bestätigt. Seine sorgsame Amtsführung als Bischof wurde von seinen weltlichen Interessen überlagert. Weltlich war er der Zeit und seiner Herkunft aus märkischem Adel entsprechend als regionaler Machtpolitiker ein Mann der ritterschaftlichen Fehde, die er insbesondere mit den benachbarten Herzögen von Mecklenburg sein Leben lang aufrechterhielt.
In diesen Konflikten wurde er wegen seiner unnachgiebigen Härte teilweise als Raubritter eingeordnet, obwohl er diesen in Brandenburg eigentlich eher kämpferisch entgegentrat. Dabei genoss er das Wohlwollen des Markgrafen Johann Cicero, weil die Aushebung von Raubritterburgen des ländlichen Adels der Umgebung zur Sicherung der Handelsstraßen und der Pilgerwege in das wirtschaftlich bedeutsame Wilsnack beitrug. Im Sommer 1477 wurde Bischof Wedigo von Herzog Johann II. von Sagan gefangen genommen und erst in Sprottau, dann auf Burg Freystadt in Niederschlesien festgesetzt. Nur gegen ein Lösegeld von 1000 Gulden kam er im Frühjahr 1478 wieder frei. Der brandenburgische Kurfürst kompensierte das Lösegeld mit einer Fährgerechtigkeit über den Rhin bei Fehrbellin, aus deren Einkünften Wedigo sich finanziell erholen konnte.